# Valentina (software)
Valentina je program s otevřeným zdrojovým kódem umožňující navrhovat střihy. Projekt založený Romanem Telezhinskym a Susan Spencerovou přitáhl pozornost uživatelů, které přilákala jeho výborná technická úroveň a slušná práce s komunitou. Je postaven tak, aby byl základem pro spoustu nových nástrojů s otevřeným zdrojovým kódem, které by předělaly oděvní průmysl.

## Malovýroba a zakázková výroba oděvů
Výroba oděvů v malých řadách a ve velikostech dělaných na zakázku je podle autorů podstatná pro dlouhodobě udržitelnou budoucnost, zachování malých a středně velkých textilních výrobců (tkaní a předení), umožnění rozšiřování výroby nezávislým a malým návrhářům a podnikatelům, aby mohli slušně žít, znovuvybudování místních oděvních oblastí a zmenšení nebo odstranění otrocké práce.

## Zájem veřejnosti o software
Zájem veřejnosti o program se odvíjí od zavedení parametrického návrhu do software pro koncové uživatele, což velice zjednodušilo provádění úprav, stejně tak opravení stávajícího návrhu pro úplně jinou osobu. Projekt podporuje více než 50 střihových systémů, a oblíbili si jej návrháři současných oděvů i návrháři zabývající se vytvářením napodobenin historických oděvů, protože značná část podporovaných systémů zahrnuje viktoriánské krejčovství a stříhání oděvů z ještě staršího období.

## Rozdělení původního projektu
Ve druhé polovině roku 2017 byl projekt rozdělen do dvou samostatných projektů. Novými projekty vycházejícími z kódové báze Valentiny, které při svém vzniku sdílejí téměř 100 % kódu, jsou Valentina, kterou z původního projektu vytvořil zakladatel Valentiny Roman Telezhinsky, a Seamly2D, který spravuje druhý ze zakladatelů Valentiny Susan Spencerová. Jsou výsledkem předtím postupně objevených rozdílů týkajících se způsobu a postupu vývoje, úlohy uživatelů v něm, velikosti a druhu příspěvku vloženého do projektu členy společenství uživatelů a zvláště komunikace mezi oběma zakladateli software.